# Broughton Hackett
Broughton Hackett est une localité anglaise située dans le comté du Worcestershire.